# تپه تنگل خانه
تپه تنگل خانه مربوط به دوران‌های تاریخی پس از اسلام است و در شهرستان شمیرانات، بخش لواسانات، شهر لواسان واقع شده و این اثر در تاریخ ۱ مهر ۱۳۸۲ با شمارهٔ ثبت ۱۰۳۶۸ به‌عنوان یکی از آثار ملی ایران به ثبت رسیده است.